# 앵글인
앵글인(고대 영어: Ængle, Engle; 라틴어: Angli; 독일어: Angeln)은 로마 이후 시기 그레이트브리튼섬에 정착한 주요 게르만족 중 하나이다. 이들은 앵글로색슨 잉글랜드에 여러 왕국들을 세웠으며, 이들의 이름은 잉글랜드("앵글인의 땅")라는 지명의 어근이 되었다. 앵글인이 브리튼섬으로 이주하기 전에 기록을 남긴 타키투스에 따르면, 앵글인들은 랑고바르드족, 셈노네스족와 함께 오늘날 덴마크 남부와 북부 독일의 일부인 슐레스비히홀슈타인에 해당하는 슐레스비히와 홀슈타인의 역사적 지역에 거주했다고 한다.

## 어원
앵글족의 명칭은 타키투스의 게르마니아에서 라틴어화된 형태의 Anglii로 처음 기록되었을 것이다. 이들이 본래 거주했던 지역인 앙겔른 반도 (독일어로는 앙겔른, 덴마크어로는 Angel)의 지명에서 유래했을 것으로 생각된다. 이 명칭은 게르만어 "좁은" (독일어와 네덜란드어 eng가 "좁은"과 같다는 걸 상기)을 뜻하는 게르만어 어근에서 유래했고, "좁은 물", 즉, 슐레스비히 어귀를 뜻한다는 가설이 세워졌다. 명칭의 어근은 "촘촘함"을 뜻하는 *h₂enǵʰ이 될 수도 있다. 또다른 이론은 이 명칭이 앙겔른 반도의 모양을 나타낸 "갈고리" (물고기 낚시에 쓰이는)를 의미한다는 것이다. 인도유럽어 언어학자 율리우스 포코르니는 이 명칭이 "구부러지다"를 뜻하는 인도유럽조어 *h₂enk-에서 유래했다고 보았다. 이와는 반대로, 앵글인들은 이들이 어로 민족이거나 본래 어로 민족의 후손들이었기에 이렇게 불렸을 수도 있다.
5세기 동안에, 브리튼섬을 침략한 모든 게르만 부족들은 고대 영어 (Englisc, Ænglisc, Anglisc)를 구사하는 화자들인 앵글인 (Englisc, Ængle, Engle)이라고 했다. 앵글인 (Englisc)과 이들의 후손들인 잉글랜드인 역시 좁은을 의미하는 인도유럽조어 *h₂enǵʰ-로 거슬러 올라간다.
교황 그레고리오 1세는 서간에서 라틴어 명칭 Anglii를 Angli로 간략화했으며, 후자의 형태는 해당 단어의 선호되는 형태로 발전했다. 라틴어 명칭 Anglia(앙글리아)라는 지명은 유지됐으나, 앨프리드 대왕의 오로시우스의 세계사 번역본은 잉글랜드인들을 나타내는 데 Angelcynn (-kin)를 썼고, 비드는 Angelfolc (-folk)라는 표현을 사용했다. Engel, Englan (잉글랜드인), Englaland, Englisc이라는 형태 역시도 생겼으며, 모두 모음이 I로 변화하는 i-변화를 보여준다.

## 그리스 로마 문헌

### 타키투스

앙겔른과 슈반젠 반도를 나타내는 지도

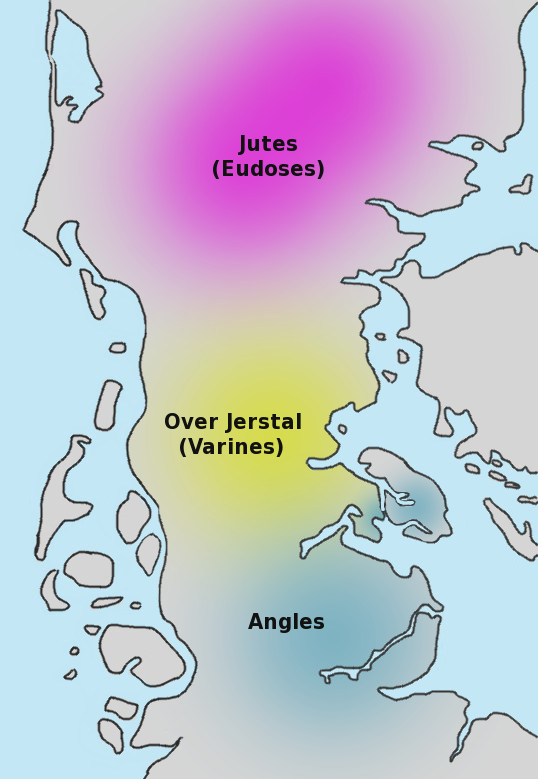
브리튼섬 이주 전 앵글족과 주트족의 추정 위치

앵글족에 대한 가장 이른 시기로 알려진 언급은 서기 98년경에 타키투스의 게르마니아의 40장일 것이다. 타키투스는 "앵글족"(Anglii)을 엘베강에 살고 로마인들에게 잘 알려진 셈노네스족과 랑고바르드족과 비교하며, 수에비족의 좀 더 먼 부족 중 하나로 묘사했다. 그는 앵글족을 같은 지역에 살았던 몇몇 다른 부족들인 레우디그니족, 아비오네스족, 바리니족, 에우도세스족, 수아리니족, 누이토네스족 등과 무리지었다. 이들 부족들은 강과 숲이라는 방벽을 뒤로 한 채 살았으며, 따라서 공격하기가 어려웠다.
그는 앵글족의 지리적 상황에 대한 정확한 안내를 하지 않았지만 다른 6개 부족과 함께, "대양에 있는 섬"에 자리 잡은 성소를 지닌 네르투스 혹은 대지모신을 섬긴다는 걸 언급했다. 에우도세스족은 유트족들이며, 이 명칭들은 윌란반도나 발트해안의 장소를 나타내는 것일지도 모른다. 이런 해안가에는 로마인들처럼 이러한 지형에 익숙지 않은 이들이 접근하기 어려운 어귀, 해협, 강, 섬, 습지, 늪 등을 포함하고 있으며, 인구가 적고 경제적 이익이 거의 없어, 로마인들은 이런 곳을 미지와 접근할 수 없는 곳이라 여겼다.
학자들의 대다수는 앵글족들이 발트해 해안가, 아마 윌란반도 남부에 살았을 거라 생각한다. 이 관점은 4세기 인물들과 사건들에 대한 옛 잉글랜드 및 덴마크 전승들을 근거로 하는데, 이는 타키투스가 묘사한 네르투스 숭배 사상에 대한 명확한 공통점들이 기독교 이전 스칸디나비아의 종교에서도 발견되었기 때문이었다.

### 프톨레마이오스
자신의 지도서인 지리학 (2.10)를 서기 150년경에 지필한 프톨레마이오스는 혼란스러운 방식으로 앵글족을 묘사했다. 지리학의 한 부분에서, 서쪽으로 라인강에는 수에보이 랑고바르디, 동쪽으로 쭉 뻗어있는 엘베강에는 셈노네스족을 두고 있던 수에보이 앙게일로이 (라틴어 표기 Suevi Angili와 같은 의미의 그리스어)들이 라인강 북쪽과 엘베강 중심부 사이의 한 구역에 거주한다고 했으나, 명백히도 두 강 어느 곳에도 도달하지 않았다고 한다. 이것은 예상치 못한 것이었다. 쉬테가 지적했듯이, 랑고바르드족이 라코바르디 (Laccobardi)라는 이름으로 엘베강과 색슨족 인근 다른 지점에서도 등장했는데, 이 위치가 좀 더 정확한 것으로 여겨지며, 앵글족도 그 지역에서 살았을 것이다. 이 부분의 불명확함으로 인해, 앵글족에 대한 원래 본거지에 대한 많은 추측들이 존재한다.
한 이론에선 앵글족들이나 이들의 일부가 해안가 민족들과 살았거나 이주했고, 아마 퀴프호이제르크라이스 아래에 운스투르트강 유역에 있는 잘레강 수역 (옛 엥글린 칸톤의 인근 지역)에서 연합했을 것이며, 그 지역에서 앵글족과 바르니족의 법률은, 즉, 튀링겐의 법률 (Lex Anglorum et Werinorum hoc est Thuringorum)이 발생했을 것으로 많은 이들이 믿고 있다. 프리시인과 바르니족 등의 부족 명칭들이 이 작센 지역들에서도 확인되기도 했다.
두 번째 가능한 이론은 프톨레마이오스의 이 앵글족이 슐레스비히의 앵글족이 전혀 아니라는 것이다. 율리우스 포코르니에 따르면, 앙그리바리이족에서 앙그리-(Angri-), 하당에르에서 -앙그르 (-angr), 앙글리 (Anglii, 앵글족)에서 앙글-(Angl-) 등 모두 "구부리다"를 의미하는 어근에서 왔지만 다른 의미라고 한다. 다시 말하여, 명칭의 유사성은 엄밀히 일치하지만 이것이 게르만족이라는 것을 넘어 같은 부족 집단이라는 걸 반영하지 않는다는 것이다. 구드문트 쉬테 (Gudmund Schütte)는 프톨레마이오스에 대한 그의 붐석에서, 앵글족이 프톨레마이오스의 불완전한 자료 사용으로 인해 생긴 오류로 인해 앵글족이 단순히 옮겨진 것이라고 생각한다. 그는 앵글족이 랑고바르드족 북동쪽에 정확히 놓였지만 이것이 중복되었고, 따라서 이들이 엘베강 아래쪽에 옳게 한번 나타났지만, 두 번째에는 라인강 북쪽에 있다고 부정확하게 나타났다는 것이라고 강조한다.

## 중세 문헌

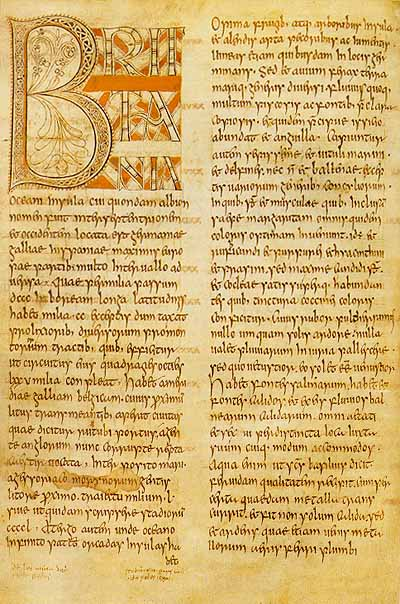
비드의 필사본

비드는 앵글족들이 그레이트브리튼섬으로 이주하기 이전에는 앙굴루스(Angulus)라는 곳에 살았으며, "그곳은 유트족과 색슨족의 영토 사이에 있으며, 현재는 사람이 살지 않는 채로 내버려있다."라고 언급했다. 유사한 증거가 《브리튼인의 역사》에 남아있다. 앨프리드 대왕과 연대기작가 애설웨어드는 그 장소를 슐레스비히(슬레스비) 지역인 앙겔른 반도로 인식했고 (그럼에도 그 당시에는 그곳은 더욱 큰 영역이었을 것이다), 이 인식은 비드가 나타낸 것과 일치했다.
노르웨이의 여행자 홀로갈란드의 오데어의 오를로피오르에서 슐레스비히까지 이틀간의 여정에 대한 기록에서, 그는 배의 우현에서 육지를 기록했고, 앨프리드 대왕은 수기에 "그들이 이곳에 오기 전에, 이 섬들에 앵글족들이 살았다."라며 첨부했다. 이에 대한 대한 내용은 머시아 왕가가 후손임을 주장했고 업적들이 앙겔른, 슐레스비히, 렌츠부르크와 연관되어 있던 이들인 베르문드, 앵글족의 오파 등 두 명의 왕과 관련한 덴마크와 잉글랜드의 전승에서도 확인된다. 덴마크의 전승은 프로우위누스 (Freawine)와 위고 (wig), 슐레스비히의 관리자이자 부자(父子)지간인 두 명에 대한 기록들을 간직하고 있으며, 웨식스 왕가가 이들의 후손임을 자처했다. 5세기 동안에, 앵글족들은 브리튼섬을 침략했고, 그 후 이들의 이름은 튀링겐인들이 공포한 법률인 Lex Anglorum et Werinorum hoc est Thuringorum을 제외하곤 유럽 대륙에서 등장하지 않는다.
앵글족은 교황 그레고리오 1세의 관한 전설의 주제이기도 했는데, 그레고리오는 로마 시장에서 데렌리체에서 온 앵글족 아이들이 노예로 팔리고 있는 걸 목격하게 되었다. 비드가 전한 바에 의하면, 그레고리오는 익숙하지 않은 노예의 모습에 충격을 받았고 그들의 배경에 대해서 질문을 했다. 이들이 앵글족이라는 걸 들은 그는 라틴어 언어유희로 대답을 했다: “Bene, nam et angelicam habent faciem, et tales angelorum in caelis decet esse coheredes” ("이들은 천사의 얼굴을 지녔기에 훌륭하다. 이런 앵글족도 천국에서 천사들의 후임이 되어야 한다"). 아마 이런 마주침이 그레고리오가 자신의 동포들에게 기독교를 전하는 선교 활동을 하는 영감을 주었을 것이다.

## 고고학
슐레스비히 지역은 4세기에서 5세기의 것으로 명백히 거슬러 올라가는, 선사시대의 유물들이 풍부한 것으로 확인되었다. 커다란 납골당이 렌츠부르크와 에케른푀르데 사이에 있는 보르크슈테트에서 발견되었는데, 여기서 잉글랜드의 전통 신앙 양식의 무덤에서 발견된 것과 밀접하게 유사한 유골단지와 브로치 들이 출토되었다. 하지만 더욱 중요한 것은 토스베어 습지 (앙겔른 지역)와 니담 습지에서 나온 출토물들로, 방대한 양의 무기, 장신구, 의복류, 농기구 등이 있었으며, 니담에서는 배까지 출토되었다. 이러한 발견덕에 브리튼섬 침략 이전 시대 앵글족의 문화는 이어 맞춰질 수 있었다.

## 잉글랜드 내 앵글족 왕국

잉글랜드 전역의 앵글족, 색슨족, 쥬트족

성 비드의 History 같은 사료에 따르면, 브리튼섬 침략 후, 앵글족은 분열하여 노섬브리아, 이스트 앵글리아, 머시아 등의 왕국들을 세웠다. H.R. Loyn은 이 사료에서 "항해는 부족 체제에 위험했으며", 분명히 부족을 바탕으로 한 왕국들이 잉글랜드에서 형성되었다는 걸 발견한다. 초기에는 두 개의 북부 왕국들 (Bernicia and Deira)과 두 개의 중부 왕국들 (Middle Anglia and Mercia)이 있었으며, 이들은 7세기 무렵에 두 개의 앵글족 왕국, 다시 말하여 노섬브리아와 머시아 왕국으로 발전했다. 노섬브리아는 7세기 브리튼제도 내 게르만족들 가운데 종주권을 차지하기도 했으나, 8세기 머시아의 성장으로 밀려났다. 두 왕국은 9세기 덴마크의 바이킹들의 대공세에 멸망했고, 이들의 왕가는 전투 중에 사실상 소멸했으며, 이들 국가의 앵글족들은 데인로 세력권에 들어갔다. 남쪽에선, 웨식스의 색슨족계 왕들은 덴마크인들의 공세를 버텨냈다. 그러고 나서 9세기 말과 10세기 초에, 웨식스의 왕들은 데인족들을 격파해내고 데인로에서 앵글족들을 해방시켜냈다. 이들은 살아남은 앵글계 왕족과 혼인을 통해 왕가를 하나로 합침으로써, 앵글족들에게 왕으로 받아들여졌다. 이 일은 옛 앵글로색슨족 세계가 끝나고 새로운 민족인 "잉글랜드인"의 시작을 나타낸다. 이스크 앵글리아와 노섬브리아 지역들은 여전히도 옛 이름으로도 알려져 있다. 노섬브리아는 한때 북쪽으로는 에든버러를 포함한 현재 스코틀랜드 남동부 지역, 남쪽으로는 험버강만큼이나 멀리 뻗어 있었다.
나머지 앵글족들은 윌란반도 있는 현재 독일의 슐레스비히홀슈타인 연방주의 북동부 지역에 있는 앵글족 본거지 중심주에 머물고 있다. 그곳에는 오늘날에도 여전히 앙겔른/앙글리아라고 불리는 반도가 있으며, 플렌스부르크 피요르드에 자리잡은 플렌스부르크에서 슐레스비히, 그 다음엔 슐라이 해협에 있는 마스홀름를 잇는 대략적인 삼각형을 이루고 있다.

## 같이 보기
- 앙겔른반도
- 앵글로색슨족
- 동앵글리아
- 동앵글리아 왕국
- 게르만족 목록

## 참고
1. ↑  See the translation by Sweet,[15] noted by Loyn.[16]

## 참고 서적
- 베다 (731), 《Historia ecclesiastica gentis Anglorum [The Ecclesiastical History of the English People]》. (라틴어)
- 베다 (1907) [Reprinting Jane's 1903 translation for J.M. Dent & Co.'s 1903 The Ecclesiastical History of the English Nation], 《Bede's Ecclesiastical History of England: A Revised Translation》, London: George Bell & Sons.
- Cornelius Tacitus, Publius, 《De origine et situ Germanorum [On the Origin & Situation of the Germans]》. (라틴어)
- Cornelius Tacitus, Publius (1942) [First published in 1928, reprinting 처치, 브로드립's translations for Macmillan & Co.'s 1868 The Agricola and Germany of Tacitus], 〈Germany and Its Tribes〉,   Hadas, Moses; Cerrato, Lisa, 《The Complete Works of Tacitus》, New York: Random House.
- Schütte, Gudmund (1917), 《Ptolemy's Maps of Northern Europe: A Reconstruction of the Prototypes》, Copenhagen: Græbe for H. Hagerup for the Royal Danish Geographical Society
- Sweet, Henry (1883), 《King Alfred's Orosius》, Oxford: E. Pickard Hall & J.H. Stacy for N. Trübner & Co. for the Early English Text Society
- Loyn, Henry Royston (1991), 《A Social and Economic History of England: Anglo-Saxon England and the Norman Conquest, 2nd ed.》, London: Longman Group, ISBN 978-0582072978
- 본 문서에는 현재 퍼블릭 도메인에 속한 브리태니커 백과사전 제11판의 내용을 기초로 작성된 내용이 포함되어 있습니다.
- 〈Angles〉, 《브리태니커 백과사전》 2 9판, 1878, 30쪽